# ACHL 1985/86
Die Saison 1985/86 war die fünfte reguläre Saison der Atlantic Coast Hockey League. Während der regulären Saison absolvierten die fünf Teams zwischen 59 und 64 Spielen. In den Play-offs setzten sich die Carolina Thunderbirds durch und gewannen zum dritten Mal in ihrer Vereinsgeschichte die Bob Payne Trophy.

## Teamänderungen
Folgende Änderungen wurden vor Beginn der Saison vorgenommen:
- Die Pinebridge Bucks stellten den Spielbetrieb ein.
- Die New York Slapshots wurden als Expansionsteam in die Liga aufgenommen.
- Die Mohawk Valley Stars änderten ihren Namen in Mohawk Valley Comets.

## Reguläre Saison

### Abschlusstabelle
Abkürzungen: GP = Spiele, W = Siege, L = Niederlagen, T = Unentschieden, OTL = Niederlage nach Overtime, GF = Erzielte Tore, GA = Gegentore, Pts = Punkte
|                       | GP | W  | L  | T | GF  | GA  | Pts |
| --------------------- | -- | -- | -- | - | --- | --- | --- |
| Carolina Thunderbirds | 63 | 49 | 14 | 0 | 397 | 227 | 104 |
| Erie Golden Blades    | 64 | 34 | 30 | 0 | 369 | 321 | 76  |
| Virginia Lancers      | 62 | 28 | 34 | 0 | 299 | 340 | 61  |
| Mohawk Valley Comets  | 62 | 23 | 39 | 0 | 259 | 332 | 49  |
| New York Slapshots    | 59 | 21 | 38 | 0 | 260 | 367 | 43  |

## Playoffs
|  | Halbfinale | Halbfinale            | Halbfinale |  |  | Finale | Finale                | Finale |
|  |            |                       |            |  |  |        |                       |        |
|  |            |                       |            |  |  |        |                       |        |
|  | 1          | Carolina Thunderbirds | 4          |  |  |        |                       |        |
|  | 4          | Mohawk Valley Comets  | 2          |  |  |        |                       |        |
|  |            |                       |            |  |  | 1      | Carolina Thunderbirds | 4      |
|  |            |                       |            |  |  | 2      | Erie Golden Blades    | 1      |
|  | 2          | Erie Golden Blades    | 4          |  |  |        |                       |        |
|  | 3          | Virginia Lancers      | 1          |  |  |        |                       |        |
|  |            |                       |            |  |  |        |                       |        |